# Salvo (Film)
Salvo (2013) ist das Spielfilmdebüt der beiden sizilianischen Regisseure Fabio Grassadonia und Antonio Piazza. Der Film spielt im Milieu der sizilianischen Mafia, ein Thema, das sie auch in ihren beiden folgenden Spielfilmen Sicilian Ghost Story (2017) und Iddu (2024) aufgegriffen haben.

## Handlung
Salvo, ein Profikiller, Fahrer und Leibwächter des flüchtigen Mafiabosses Mario Pupella, erschießt nach einer rasanten Verfolgungsjagd alle Verfolger bis auf einen, der sich in ein leerstehendes Haus flüchten kann. Salvo folgt ihm und zwingt ihn mit vorgehaltener Waffe, einen Namen zu verraten und erschießt ihn dann. Seine nächste Aufgabe lautet, er soll den Auftraggeber ausfindig machen und liquidieren. Er findet im Haus des Gesuchten aber nur dessen blinde und hilflose Schwester vor. Einer der Männer, die er erschossen hat, war ihr Bruder. Er nimmt das Mädchen mit sich und versteckt es in einer aufgegebenen Fabrik. Als sein Boss davon erfährt, verlangt dieser, dass Salvo auch das Mädchen umbringt. Salvo hat sich jedoch an das Mädchen gewöhnt, fühlt sich als ihr Beschützer und weigert sich, den Befehl auszuführen. Im Gegenteil, er beginnt über sich nachzudenken und sein Leben und sein Handeln in Frage zu stellen.

## Produktion
Der Film wurde im Juli und im August 2012 in Sizilien gedreht. Drehorte waren Palermo und Enna sowie die Gegend um Palermo.
Das Drehbuch schrieben die beiden Regisseure, wie auch in ihren folgenden Filmen, selbst. Die Autoren arbeiteten in Salvo einen Stoff aus, den sie in ihrem Kurzfilm Rita von 2009 bereits angerissen hatten. In Rita geht es um ein blindes Mädchen, das in einer engen, abgeschlossenen Welt lebt, aus der sie für kurze Zeit durch einen Eingriff von Außen befreit wird. Der Kurzfilm wurde mit über 100 Preisen ausgezeichnet. In Salvo wurde die Rolle der Blinden von Sara Serraiocco übernommen. Es war ihr Debüt als Filmschauspielerin, für das sie mehrfach ausgezeichnet wurde und ihr u. a. das Nastro d’Argento als beste Nachwuchsschauspielerin einbrachte.
Auch Daniele Cipri, der Kameramann, erhielt für seine Leitung das Nastro d’Argento. Die Kostüme schuf der italienische Kostümbildner Mariano Tufano (* 1968).
Arriverà, ein Lied der Mailänder Popgruppe Modà, singt Emma Marrone.

## Veröffentlichung
Premiere des Films war am 16. Mai 2013 während des Filmfestivals in Cannes. Anschließend wurde er auf mehreren internationalen Filmfestivals vorgestellt, u. a. in Deutschland am 3. Oktober 2013 auf dem Film Festival Cologne.
2014 produzierte Blaq Out eine DVD in italienischer und französischer Sprache. Eine weitere DVD in englischer Sprache erschien ebenfalls 2014 bei dem Label Saffron Hill. Als Bonusmaterial enthält die DVD den Kurzfilm Rita, Making-of-Material sowie Interviews mit Schauspielern und den Regisseuren.

## Rezeption

### Preise und Auszeichnungen
Der Film gewann 8 Filmpreise und wurde für 18 weitere nominiert.

### Kritik
Bei Rotten Tomatoes  erreichte der Film eine Positiv-Quote von 75 % auf der Grundlage von 24 Kritiken.
Jordan Mintzer vom Hollywood Reporter bezeichnet den Film als eindrucksvolles Spielfilm-Debüt des Autorenduos und sieht die beiden Regisseure in der Tradition von Jean-Pierre Melvilles Der eiskalte Engel und Matteo Garrones Gomorra. Dem Film gelinge es, eine beunruhigend authentische Atmosphäre zu erzeugen, „die Bände spricht über den Zustand des modernen Italiens.“